# Софроний (Цулукидзе)
Архиепископ Софроний Цулукидзе (груз. არქიეპისკოპოსი სოფრონი წულუკიძე; ок. 1760 — 1 (13) января 1842, Кутаиси) — епископ, сначала в юрисдикции Абхазского католикосата, а с 1814 — Грузинском экзархате Русской православной церкви, архиепископ Имеретинский.

## Биография
До пострижения в монашество был послушником у дяди своего архиепископа Рачинского Германа.
В монашество пострижен и в иеродиакона рукоположен в 1778 году, а в иеромонахи в 1783 году.
С 1785 года был епископом Рачинским и перед хиротонией был возведён в сан архимандрита.
30 августа 1814 года Абхазский (Западногрузинский) Католикосат был упразднён и Церковь Западной Грузии была включена в состав Грузинского экзархата. 
6 июня 1821 года награждён орденом Святой Анны 1-й степени.
19 ноября 1821 года был назначен архиепископом Имеретинским и Гурийским.
С 1834 года он стал проситься на покой; на своё место он желал назначения русского иерарха, а в своё ведение просил Рачинскую волость в Грузии. Соотечественники — князья, дворяне и духовенство, — просили его остаться у них.
Болезни, слепота, наконец — вспыхнувший в Гурии народный мятеж, нераспорядительность старца-епископа об успокоении народа чрез приходское духовенство, — все это были поводы к увольнению его от управления епархиею, что и совершилось 8 ноября 1841 года.
Скончался 1 января 1842 года в Кутаиси.